# استومپه‌تورن
استومپه‌تورن (به هلندی: Stompetoren) یک منطقهٔ مسکونی در هلند است که در آلکمار واقع شده‌است. استومپه‌تورن ۱٬۷۹۴ نفر جمعیت دارد.